# Cécile Carnol
Pour les articles homonymes, voir Carnol.
Cécile Carnol est une joueuse de football belge née le 10 mars 1977 en Belgique. 

## Biographie
Elle a joué essentiellement au Standard Fémina de Liège, club avec lequel elle a remporté 2 Coupes de Belgique.
Elle a été aussi internationale belge.

## Palmarès
- Vainqueur de la Coupe de Belgique (2) : 1994 - 2006

### Bilan
- 2 titres